# Gan Ner
Gan Ner (hebr. גן נר; ang. Gan Ner) – wieś komunalna położona w Samorządzie Regionu Ha-Gilboa, w Dystrykcie Północnym, w Izraelu.

## Położenie
Wioska Gan Ner jest położona na wysokości od 130 do 220 metrów n.p.m. na zachodnich zboczach góry Har Giborim (400 m n.p.m.). Jest ona położona na zachodnim skraju Wzgórz Gilboa, na północy Izraela. Ze wzgórz spływają strumienie Gilboa (na południe od wioski) i Nurit (na wschód od wioski). Po stronie północnej, za wzgórzami Giwat Jizre’el (103 m n.p.m.) i Tel Jizre’el (100 m n.p.m.) teren opada do Doliny Charod. Pozostały teren łagodnie opada w kierunku północno-zachodnim do intensywnie użytkowanej rolniczo Doliny Jezreel w Dolnej Galilei. W otoczeniu wioski Gan Ner znajdują się kibuce Jizre’el i Chefci-Bah, moszawy Perazon, Awital i Kefar Jechezkel, wioski komunalne Merkaz Ja’el i Gidona, oraz arabska wioska Sandala. W odległości 1 km na południe przebiega mur bezpieczeństwa oddzielający terytorium Izraela od Autonomii Palestyńskiej. Po stronie palestyńskiej są wioski Arabbuna, Dajr Ghazala, Arrana i Dżalama.
Gan Ner jest położona w Samorządzie Regionu Ha-Gilboa, w Poddystrykcie Jezreel, w Dystrykcie Północnym Izraela.

## Historia
Budowa tutejszej wioski rozpoczęła się w 1985 roku z inicjatywy Agencji Żydowskiej, która dostrzegła potrzebę utworzenia nowego osiedla mieszkaniowego dla młodego pokolenia mieszkańców pobliskich bloków osad rolniczych. Wioska została założona w 1987 roku, i od początku miała charakter pozarolniczy. Pierwotny plan zakładał rozbudowę wioski do wielkości miasta, które miało otrzymać nazwę Har Giborim (hebr. הר גיבורים). Wioskę nazwano jednak na cześć żydowskiego polityka z Wielkiej Brytanii barona Barnetta Jannera. Wioska jest systematycznie rozbudowywana. Wybudowane jako pierwsze osiedle Stare Gan Ner obejmuje trzy osiedla mieszkaniowe (Eszkol Alon, Eszkol Haruv i Eszkol Zajit) z centrum usługowo handlowym pośrodku. Zostało ono zaprojektowane z myślą o pomieszczeniu 500 rodzin. W 1995 roku przystąpiono do budowy położonego bardziej na północy osiedla Nowe Gan Ner, które posiada własne centrum usługowo handlowe. Docelowo wioska ma pomieścić 860 rodzin, jednak istnieją plany dalszej rozbudowy.

## Demografia
Większość mieszkańców wioski jest Żydami:

## Gospodarka i infrastruktura
Gospodarka wioski opiera się na usługach. Większość mieszkańców pracuje poza wioską w pobliskich strefach przemysłowych. W wiosce jest przychodnia zdrowia, centrum handlowe i warsztat mechaniczny.

## Transport
Główny wyjazd z wioski jest na zachód na drogę nr 60, którą jadąc na południe dojeżdża się do arabskiej wioski Sandala i moszawu Magen Sza’ul, lub jadąc na północ dojeżdża się do bloku moszawów Perazon, Metaw, Awital i wioski komunalnej Merkaz Ja’el oraz skrzyżowania z drogą nr 675 przy kibucu Jizre’el. Druga droga wyjazdowa z wioski prowadzi na północ do skrzyżowania z drogą nr 667. Jadąc nią na wschód wjeżdża się na Wzgórza Gilboa i dociera do kibucu Ma’ale Gilboa, lub jadąc na północny zachód dociera się do skrzyżowania z drogą nr 675 w pobliżu kibucu Jizre’el, skąd można zjechać na północny wschód do Doliny Charod.

## Edukacja i kultura
W wiosce jest szkoła podstawowa Ner Ha-Gilboa. Starsze dzieci są dowożone do szkoły średniej w mieście Afula. W wiosce jest synagoga, mykwa, ośrodek kultury z biblioteką, basen kąpielowy, trzy sale sportowe z siłownią i centrum fitness, boisko do koszykówki i boisko do piłki nożnej. Swoją siedzibę ma tutaj założony w 2008 roku klub koszykarski Hapoel Gilboa Galil, grający w Izraelskiej Super Lidze.